# Gustaaf Janssens
Gustaaf Janssens (Antwerpen, 23 november 1948) is een Belgisch historicus, archivaris en emeritus hoogleraar aan de Katholieke Universiteit Leuven. Hij was onder meer archivaris van het Archief van het Koninklijk Paleis.

## Biografie
Gustaaf Janssens studeerde geschiedenis aan de Universitaire Faculteiten Sint-Ignatius Antwerpen en de Katholieke Universiteit Leuven, waar hij in 1971 het diploma van licentiaat in de geschiedenis behaalde. Hij behaalde in 1972 aan de Leuvense universiteit ook de diploma's van geaggregeerde voor het hoger middelbaar onderwijs en baccalaureus in de wijsbegeerte. Van 1972 tot 1974 en 1975 tot 1977 was hij aspirant van het Nationaal Fonds voor Wetenschappelijk Onderzoek. In 1977-78 was hij deeltijds leraar geschiedenis en catechese aan het Handelsinstituut Hagelstein in Sint-Katelijne-Waver. Van 1978 tot 1981 was hij assistent aan het departement Geschiedenis bij het monitoraat van de faculteit Letteren van de KU Leuven. In 1981 promoveerde hij er tot doctor in de geschiedenis. Zijn promotor was Jan Van Houtte.
Van 1982 tot 2013 werkte hij als archivaris voor het Rijksarchief. Hij deed zijn stage bij het Rijksarchief te Ronse en was van 1984 tot 1988 assistent bij het departement Inspectie en uitvoering van de Archiefwet op het Algemeen Rijksarchief in Brussel. Van 1988 tot 2013 was hij als werkleider en werkleider-afdelingshoofd verantwoordelijk voor het Archief van het Koninklijk Paleis.
Van 2000 tot 2010 was Janssens deeltijds docent aan de KU Leuven. In 2010 werd hij er deeltijds hoogleraar. Hij ging met emeritaat in 2014. Vanaf 2001 doceerde hij ook in de interuniversitaire master-na-master archivistiek: erfgoed- en hedendaags documentbeheer van de KU Leuven, Universiteit Antwerpen, Universiteit Gent en Vrije Universiteit Brussel. Hij doceerde ook aan de zomercursus van de Universidad Complutense de Madrid in Spanje. Hij onderzocht de politieke en religieuze geschiedenis van de Nederlanden tijdens
de regering van koning Filips II van Spanje, monarchie en politiek in België tijdens de 19e en 20 eeuw en de maatschappelijke relevantie van archieven. 
Hij is of was:
- voorzitter van de afdeling Klassieke Filologie van de Koninklijke Zuidnederlandse Maatschappij voor Taal- en Letterkunde en Geschiedenis
- voorzitter van de Vrienden van het Leuvense Stadsarchief (Salsa! vzw)
- lid van de Koninklijke Commissie voor Geschiedenis (lid in 1998, ondervoorzitter in 2008)[1]
- lid van de Koninklijke Commissie voor de uitgave der oude wetten en verordeningen van België
- lid van de Raad van Adel
- lid van de Academia europea de Yuste (Spanje)
- lid van de sectoriale deelraad Erfgoed van de stad Leuven

- Bibsys: 90397676
- Biblioteca Nacional de España: XX979659
- Bibliothèque nationale de France: cb128234184 (data)
- Gemeinsame Normdatei: 188382437
- International Standard Name Identifier: 0000 0001 1569 3768
- Library of Congress Control Number: n87881427
- Nederlandse Thesaurus van Auteursnamen: 074244361
- Système universitaire de documentation: 061674656
- Virtual International Authority File: 46888443